# André Dehertoghe

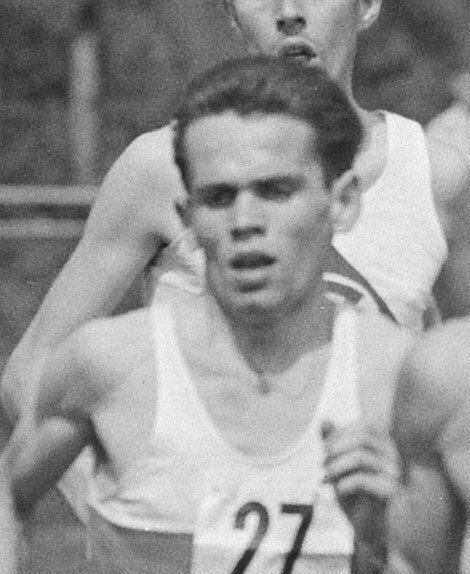
André Dehertoghe, 1964

André Clement Paul Dehertoghe (* 19. Juni 1941 in Löwen, gestorben am 25. August 2016 Ebenda) war ein belgischer Leichtathlet, der einmal ein olympisches Finale und zweimal ein Europameisterschaftsfinale im 1500-Meter-Lauf erreichte.
Dehertoghe startete für den Daring Club Leuven Atletiek in Löwen, wo er bei Edmond Vanden Eynde trainierte. 1960 gewann er die belgische Jugendmeisterschaft im 3000-Meter-Lauf, im Jahr darauf siegte er im Crosslauf und im 1500-Meter-Lauf. 1962 gewann er mit der 4-mal-800-Meter-Staffel seines Vereins seinen ersten Titel in der Erwachsenenklasse. Von 1963 bis 1966 siegte er viermal mit der 4-mal-1500-Meter-Staffel, wobei André Dehertoghe in den ersten beiden Jahren vorletzter Läufer vor Gaston Roelants war, 1965 und 1966 übernahm er als Schlussläufer den Stab von Roelants; 1963, 1964 und 1965 gehörte auch sein Bruder Francis Dehertoghe zur Staffel. 1966 siegte Dehertoghe bei der belgischen Meisterschaft im 800-Meter-Lauf, bei den Europameisterschaften in Budapest startete er über 1500 Meter. Nachdem er seinen Vorlauf in 3:40,8 min gewonnen hatte, konnte er im Finale in 3:44,3 min den sechsten Platz belegen. 1967 und dann dreimal von 1969 bis 1971 gewann Dehertoghe die belgische Meisterschaft im 1500-Meter-Lauf. 1968 stellte er seine persönliche Bestzeit mit 3:37,1 min auf. Bei den Olympischen Spielen 1968 in Mexiko-Stadt, erreichte er das Finale und belegte den elften Platz. Im Jahr darauf lief er bei den Europameisterschaften in Athen in 3:40,9 min auf den fünften Platz. 1971 bei den Europameisterschaften in Helsinki verpasste er als Fünfter seines Vorlaufs den Finaleinzug. Ein Jahr später belegte er bei den Olympischen Spielen in München ebenfalls den fünften Platz im Vorlauf.
In seiner Trainingsgruppe orientierte er sich an den beiden Weltrekordler Roelants und Emiel Puttemans, für die er bei deren Weltrekorden ein zuverlässiger Tempomacher war. Durch die vielen Crossläufe im Winter (meist über Strecken von ca. 8 km) war sein Training an längeren Tempoläufen orientiert.
Bei einer Körpergröße von 1,72 m betrug sein Wettkampfgewicht 58 kg. Er war mit Annie Lambrechts, der 19-fachen Weltmeisterin im Rollschuh-Schnelllauf und Weltrekordlerin über 20 km, 30 km und 50 km, verheiratet. Er war von Beruf Polizist und wurde einmal Polizeieuropameister der Union Sportive des Polices d’Europe.